# Karl Otto von Raumer
Karl Otto von Raumer, född den 17 september 1805 i Stargard in Pommern, död den 6 augusti 1859 i Berlin, var en tysk statsman. Han var brorson till Karl Georg von Raumer samt kusin till Friedrich, Karl Georg och Georg Wilhelm von Raumer.
von Raumer var 1850–1858 preussisk kultusminister och gjorde sig känd för sitt konservativa och ortodoxa tänkesätt.